# Мукоидное набухание
Мукоидное набухание — поверхностная и обратимая дезорганизация соединительной ткани. При этом в основном веществе происходят накопление и перераспределение гликозаминогликанов за счет увеличения содержания прежде всего гиалуроновой кислоты. Гликозаминогликаны обладают гидрофильными свойствами и накопление их обуславливает повышение тканевой и сосудистой проницаемости. В результате этого к гликозаминогликанам примешиваются белки плазмы и гликопротеиды, развиваются гидратация и набухание основного промежуточного вещества(Струков, Серов «Патологическая анатомия»